# سمير حسني
سمير حسني (7 أغسطس 1948 - 14 نوفمبر 2012)، ممثل مصري. تخرج بعام 1973 في المعهد العالي للفنون المسرحية، بدأ التمثيل عام 1974 وكان باكورة أعماله مسلسل «طريق النور»، كما يعد من الفنانين الذين لاقوا شهرة كبيرة في الدول العربية أكثر منها في مصر، ولكنه لم يظهر منذ فترة طويلة على شاشة التلفزيون، ولكن آخر عمل فني قام بتقديمه هي مسرحية «والله زمان» 2010 ومن قبلها مسرحية «منين أجيب ناس» عام 2008، ومن أشهر مسرحياته «أستاذ مزيكا»، وشاركه البطولة الفنان سمير غانم، توفي أثر أزمة نزيف حاد بالمخ أدت إلى غيبوبة.

## من أعماله
- 1. ميني سات
- سيت كوم 2011
- 2. والله زمان
- مسرحية 2010 رمضان المسحراتي
- 3. منين أجيب ناس
- مسرحية 2008
- 4. قلب الدنيا
- مسلسل 2006
- 5. القضاء في الإسلام ج9
- مسلسل 2003
- 6. القضاء في الإسلام ج8
- مسلسل 2002
- 7. حديث الصباح والمساء
- مسلسل 2001 محمد فريد
- 8. حتى لا يغيب القمر
- مسلسل 1996
- 9. الأبطال
- مسلسل 1996
- 10. فارس السيف والقلم
- مسلسل 1995
- 11. شفيقة ومتولي
- مسلسل 1993
- 12. الراقصة والشيطان
- فيلم 1992 أحمد
- 13. بيوت في المدينة
- مسلسل 1992
- 14. كنوز لا تضيع
- مسلسل 1990
- 15. حادي بادي
- مسلسل 1986
- 16. محمد رسول الله ج (3)
- مسلسل 1982
- 17. ابن مين بسلامته
- فيلم 1980
- 18. طيور الصيف مسلسل
- مسلسل 1979 باهر
- 19. محمد رسول الله إلى العالم
- مسلسل 1979
- 20. وداعا للعذاب
- فيلم 1978
- 21. اللعبة
- فيلم 1978
- 22. الأستاذ مزيكا
- مسرحية 1978 الملحن يحيى حمدي
- 23. حساب السنين
- فيلم 1978 علاء
- 24. الإمام الطبري
- مسلسل 1977
- 25. بنت الايام
- مسلسل 1977 ممدوح
- 26. امرأة من زجاج
- فيلم 1977
- 27. الحساب يا مدموزيل
- فيلم 1976
- 28. حبيبتي شقية جدا
- فيلم 1974
- مسلسل شجرة الحرمان

• 29. العندليب
- مسلسل اذاعي قصة حياة عبدالحليم حافظ

## روابط خارجية
- سمير حسني على موقع الدهليز
- سمير حسني على موقع قاعدة بيانات الأفلام العربية